# Gigi Riva (giornalista)
Luigi Riva, detto Gigi (Nembro, 21 giugno 1959), è un giornalista e scrittore italiano.

## Biografia

### Giornalismo
Riva è stato direttore del Giornale di Vicenza dal 4 giugno 2001 al 20 ottobre 2002. È stato caporedattore centrale del settimanale L'Espresso dal 2012 al 2016. È stato a lungo inviato speciale nei Balcani e in Medio Oriente, rispettivamente per Il Giorno e L'Espresso. Ha lavorato anche al Giornale di Bergamo, Gazzettino, e D - la Repubblica delle donne. Attualmente è editorialista del quotidiano Domani.
Ha pubblicato vari libri sulle guerre jugoslave. Il suo libro Le dernier pénalty (poi uscito in Italia con il titolo L'ultimo rigore di Faruk) ha vinto il "Prix Étranger Sport et Littérature" assegnato dall'"Association des Écrivains Sportifs" al miglior volume scritto in lingua straniera e pubblicato in Francia nel 2016. Sempre nello stesso anno, in Francia è stato anche inserito nella cinquina di finalisti del "Prix Jules Rimet". In Italia, nel 2017 il libro ha vinto la 51ª edizione del Concorso letterario del Coni per la sezione narrativa, e ha ottenuto la menzione speciale al premio letterario "Antonio Ghirelli".
Nel 2020 ha pubblicato Non dire addio ai sogni, romanzo sul fenomeno della tratta dei giovani calciatori africani, che ha vinto il "Premio Selezione Bancarella Sport 2021" e ha ricevuto la “segnalazione particolare” della giuria del Concorso letterario Coni 2021. Nel 2022 è uscito il suo romanzo Il più crudele dei mesi - Storia di 188 vite, scritto con la tecnica della letteratura del vero, il cui soggetto è la pandemia di COVID-19 nel comune di Nembro, dove si sono registrati 188 morti in due mesi su una popolazione di 11 500 abitanti; il volume ha vinto l'edizione 2022 del premio "Segafredo Zanetti" per la sezione "Un libro per la Serie TV".

### Altre attività
Ha scritto soggetto e sceneggiatura dei film Il Carniere (regia di Maurizio Zaccaro, Premio Amidei per la sceneggiatura e nomina al David di Donatello sempre per la sceneggiatura, Clemi 1997); Nema problema (regia di Giancarlo Bocchi, 2004); Il sorriso del capo (regia di Marco Bechis, 2011); Luci per Ustica (regia di Luciano Manuzzi, Audience Award al Biografilm International Festival di Bologna, Sonne, 2023).

## Opere
- Jugoslavia, il nuovo Medioevo: la guerra infinita e tutti i suoi perché, Mursia, 1992, ISBN 88-425-1360-1.
- L'ONU è morta a Sarajevo, Il saggiatore, 1996, ISBN 88-428-0119-4.
- Kosovo. L'odissea di un popolo. Fotografie di Franco Pagetti. Catalogo della mostra, Milano, Mazzotta, 2000, ISBN 88-202-1407-5.
- I muri del pianto, UTET libreria, 2005.
- L’ultimo rigore di Faruk. Una storia di calcio e di guerra, Palermo, Sellerio, 2016, ISBN 88-389-3564-5.
- Non dire addio ai sogni, Milano, Mondadori, 2020, ISBN 978-88-04-73133-7
- Il più crudele dei mesi - Storia di 188 vite, Milano, Mondadori, 2022
- Ingordigia. Vita, morte e truffe del broker dei vip, Milano, Mondadori, 2024
- Bergamo mon amour - Un'eterna passione a fumetti, Napoli, Guida editori 2025